# Philip Radcliffe
Pour les articles homonymes, voir Radcliffe.
Philip Radcliffe (27 avril 1905 – 2 septembre 1986) est un musicologue et compositeur anglais.

## Jeunesse
Il est formé à Charterhouse School et fait des études classiques au King's College, Cambridge, obtenant une bourse.

## Carrière
Il devient étudiant en musique au King's College, Cambridge en 1931, et professeur en 1947. Il vit au King's College le reste de sa vie, ne le quittant jamais sauf pour quelques semaines.
Il écrit des livres comme Mendelssohn (1954), Beethoven's String Quartet (1965) et Mozart piano concertos (1976), des articles dans le Grove's Dictionary et Denis Stevens's symposium, The History of Song et des chapitres dans le New Oxford History of Music.
Ses compositions comprennent des pièces chorales courtes, des chansons et de la musique pour les pièces grecques classiques: Les Nuées d'Aristophane (1962), Medée d'Euripide (1974) et Électre de Sophocle (1977).